# Uperoleia mimula
Az Uperoleia mimula a kétéltűek (Amphibia) osztályának békák (Anura) rendjébe, a Myobatrachidae családba, azon belül az Uperoleia nembe tartozó faj.

## Előfordulása
Ausztrália endemikus faja. Elterjedési területe Queensland állam északkeleti része, beleértve a York-félszigetet és a Torres-szoros szigeteit. Elterjedési területének mérete nagyjából 136 100 km².

## Megjelenése

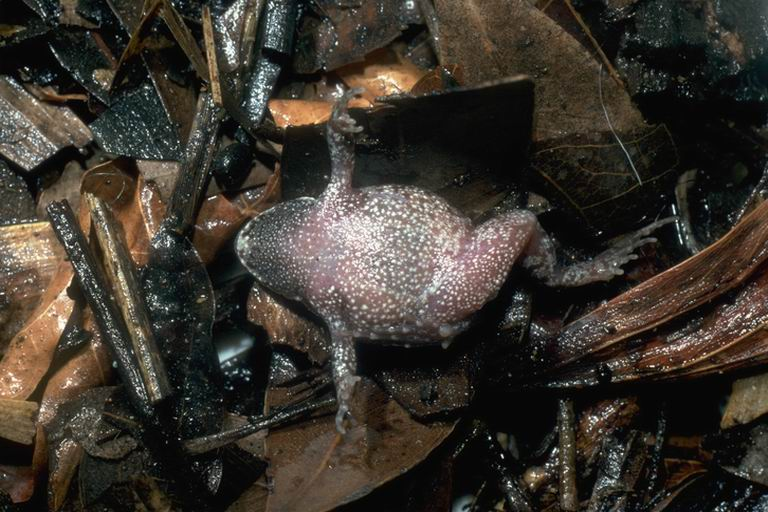
Hasi oldala

Kis termetű békafaj, testhossza elérheti a 3 cm-t. Háta barna, sötétebb foltokkal, középen egy halvány, narancsbarna hosszanti csíkkal. A test oldala és a fej szürke vagy kékes-szürke. A száj szélétől a karig néha egy kis halvány sárgásfehér csík húzódik. A karok felső része a vállaknál halvány narancsbarna. Hasa fehér, a hímek torka szürke. Pupillája csaknem kerek, a szivárványhártya aranyszínű. Az ágyék és a combok hátsó része élénkvörös. Mellső lábainak ujjai között nincs úszóhártya, a hátsók enyhén úszóhártyásak, ujjai végén nincsenek korongok. A parotoid mirigyek nagyok és gyakran barnák vagy homokszínűek.

## Életmódja
Élőhelyét nyílt eukaliptusz- és Melaleuca-erdők alkotják füves aljnövényzettel és gyepekkel. Nyártól őszig a nedves évszakban szaporodik. A petéket egyenként rakja le, és a vízfelszín alatti növényzethez rögzíti a tavakban, mocsarakban és elárasztott füves területeken. Az ebihalak akár 3,5 cm hosszúak is lehetnek, aranybarna vagy barnásfekete színűek. Gyakran a víztestek alján maradnak. Nem ismert, hogy mennyi idő alatt alakulnak békává.

## Természetvédelmi helyzete
A vörös lista a nem fenyegetett fajok között tartja nyilván. Populációja stabil, több természetvédelmi területen is megtalálható.